# Atarba (Ischnothrix) waylehmina
Atarba (Ischnothrix) waylehmina is een tweevleugelige uit de familie steltmuggen (Limoniidae). De soort komt voor in het Australaziatisch gebied.